# Campionat d'escacs del Kazakhstan
El Campionat d'escacs del Kazakhstan és un torneig d'escacs estatal que es juga al Kazakhstan per determinar el campió del país. Actualment és organitzat per la Federació d'Escacs del Kazakhstan. El primer campionat oficial del Kazakhstan per homes, dones i joves es va donar lloc a Alma-Ata el 1934. Anatoly Ufimtsev obstenta el rècord de més títols, en aconseguir-ne onze.

## Quadre d'honor
| Any       | Campió                              | Campiona             |
| --------- | ----------------------------------- | -------------------- |
| 1934      | Isidor Lopatnikov                   |                      |
| 1935      | Sergey Freiman                      |                      |
| 1937      | Aleksey Shapovalov                  |                      |
| 1938      | Shamshidov Murzagaliev              |                      |
| 1939      | Shamshidov Murzagaliev              |                      |
| 1940      | Shamshidov Murzagaliev              |                      |
| 1947      | Anatoly Ufimtsev                    |                      |
| 1948      | Anatoly Ufimtsev                    |                      |
| 1949      | Anatoly Ufimtsev                    |                      |
| 1950      | Anatoly Ufimtsev                    |                      |
| 1951      | Anatoly Ufimtsev                    |                      |
| 1952      | Anatoly Ufimtsev                    |                      |
| 1953      | Anatoly Ufimtsev                    |                      |
| 1954      | Anatoly Ufimtsev, K. Kurkleitis     |                      |
| 1955      | Anatoly Ufimtsev                    |                      |
| 1956      | Yury Nikolaevich Yakovlev           |                      |
| 1957      | Anatoly Ufimtsev                    |                      |
| 1958      | Boris Katalimov, Isay Goliak        |                      |
| 1959      | Vladimir Muratov                    |                      |
| 1960      | Boris Katalimov                     |                      |
| 1961      | Boris Katalimov                     |                      |
| 1962      | Gennady Movshovich                  |                      |
| 1963      | Valentin Konstantinov               |                      |
| 1964      | Alexander Noskov                    |                      |
| 1965      | Valentin Konstantinov               |                      |
| 1966      | Vladimir Seredenko                  |                      |
| 1968      | Yuri Nikitin                        |                      |
| 1969      | Yuri Nikitin                        |                      |
| 1970      | Alexander Ufimtsev                  |                      |
| 1972      | Mikhail Mukhin                      |                      |
| 1973      | Vladimir Liavdansky                 |                      |
| 1974      | Boris Katalimov                     |                      |
| 1975      | ?                                   |                      |
| 1976      | Boris Katalimov                     |                      |
| 1977      | Boris Katalimov, Vladimir Seredenko |                      |
| 1978      | Oleg Dzuban                         |                      |
| 1980      | Boris Katalimov                     |                      |
| 1981      | Oleg Dzuban                         |                      |
| 1982      | Oleg Dzuban, Bolat Asanov           |                      |
| 1983      | Oleg Dzuban                         |                      |
| 1984      | Nukhim Rashkovsky                   |                      |
| 1985      | Serikbay Temirbayev                 |                      |
| 1986      | Serikbay Temirbayev                 |                      |
| 1987      | Ievgueni Vladímirov                 |                      |
| 1988      | Ievgueni Vladímirov                 |                      |
| 1989      | Vladimir Seredenko                  |                      |
| 1990      | Oleg Dzuban                         |                      |
| 1991      | Vladislav Tkatxov                   |                      |
| 1992      | Vladislav Tkatxov                   |                      |
| 1993–1997 | ?                                   |                      |
| 1998      | Petr Kostenko                       |                      |
| 2000      | Petr Kostenko                       |                      |
| 2001      | Darmén Sadvakàssov                  |                      |
| 2002      | Petr Kostenko                       |                      |
| 2003      | Darmén Sadvakàssov                  |                      |
| 2004      | Darmén Sadvakàssov                  |                      |
| 2005      | Ospan Omarov                        |                      |
| 2006      | Darmén Sadvakàssov                  |                      |
| 2007      | Darmén Sadvakàssov                  |                      |
| 2008      | Anuar Ismagambetov                  |                      |
| 2009      | Yevgeniy Pak                        |                      |
| 2010      | Kirill Kuderinov                    |                      |
| 2011      | Pàvel Kotsur                        |                      |
| 2012      | Anuar Ismagambetov                  |                      |
| 2013      | Kirill Kuderinov                    |                      |
| 2014      | Rinat Jumabayev                     | Guliskhan Nakhbayeva |
| 2015      | Murtas Kajgalíev                    |                      |
| 2016      | Petr Kostenko                       | Zhansaya Abdumalik   |
| 2017      | Rinat Jumabayev                     | Guliskhan Nakhbayeva |
| 2018      | Murtas Kajgalíev                    |                      |
| 2019      | Nurlan Ibrayev                      |                      |
| 2020      | Murtas Kashgaleyev                  | Zhansaya Abdumalik   |
| 2021      | Denis Makhnev                       |                      |
| 2022      | Ramazan Zhalmakhanov                | Mervert Kamalidenova |
| 2023      | Aldiyar Ansat                       | Xeniya Balabayeva    |
| 2024      | Denis Makhnev                       |                      |